# Giang Trạch Lâm
Giang Trạch Lâm (tiếng Trung giản thể: 江泽林, bính âm Hán ngữ: Jiāng Zé Lín, sinh tháng 10 năm 1959, người Hán) là chính trị gia nước Cộng hòa Nhân dân Trung Hoa. Ông hiện là Bí thư Đảng tổ, Chủ tịch Chính Hiệp Cát Lâm, là Ủy viên dự khuyết Ủy ban Trung ương Đảng Cộng sản Trung Quốc khóa XVII. Ông từng là Phó Tổng thư ký Quốc vụ viện; Thường vụ Tỉnh ủy, Phó Tỉnh trưởng thường vụ Thiểm Tây, Bí thư Đảng ủy, Chủ nhiệm tân khu Tây Hàm; Thường vụ Tỉnh ủy, Bí thư Thị ủy Tam Á, Phó Tỉnh trưởng Hải Nam.
Giang Trạch Lâm là đảng viên Đảng Cộng sản Trung Quốc, học vị Cử nhân Cơ giới nông nghiệp, Tiến sĩ Kinh tế học. Ông có sự nghiệp công tác ở nhiều địa phương như Giang Tô, Hải Nam, Thiểm Tây, Cát Lâm, trong đó có hơn 15 năm ở Hải Nam, từng lãnh đạo Tam Á, vùng cực Nam Trung Quốc.

## Xuất thân và giáo dục
Giang Trạch Lâm sinh tháng 10 năm 1959 tại chuyên khu An Khánh, nay là địa cấp thị An Khánh, tỉnh An Huy, Cộng hòa Nhân dân Trung Hoa. Ông lớn lên và tốt nghiệp cao trung ở An Khánh, thi cao khảo và đỗ Học viện Công nghệ Giang Tô (江苏工学院, nay là Đại học Giang Tô), tới Nam Kinh nhập học Khoa Công trình cơ giới nông nghiệp vào tháng 9 năm 1978, tốt nghiệp Cử nhân Cơ giới nông nghiệp vào tháng 7 năm 1982. Từ tháng 9 năm 1991, ông là nghiên cứu sinh toàn thời gian tại về kinh tế nông nghiệp tại Viện Nghiên cứu sinh của Viện Khoa học xã hội Trung Quốc, trở thành Tiến sĩ Kinh tế học vào tháng 7 năm 1994. Ông được kết nạp Đảng Cộng sản Trung Quốc vào tháng 6 năm 1985.

## Sự nghiệp
Tháng 8 năm 1982, sau khi tốt nghiệp trường Giang Tô, Giang Trạch Lâm được tuyển vào Bộ Nông nghiệp, Chăn nuôi và Thủy sản, phân về Viện nghiên cứu Cơ giới hóa nông nghiệp Nam Kinh làm kỹ thuật viên, bắt đầu sự nghiệp của mình ở đây. Suốt gần 10 năm 1982–91, ông lần lượt là Trợ lý Công trình sư, Công trình sư và Tổ trưởng Tổ Hạng mục của Viện nghiên cứu này. Sau 3 năm 1991–94 nghiên cứu ở Viện Khoa học xã hội, ông được điều tới tỉnh Hải Nam, về địa cấp thị Tam Á làm cán bộ cấp chính xứ của Cục Nông nghiệp Tam Á, thăng chức Phó Cục trưởng từ tháng 2 năm 1995, rồi Cục trưởng cục này từ tháng 1 năm 1996. Trong năm 1996, ông được bổ nhiệm làm Phó Thị trưởng Tam Á, sau đó chuyển tới thủ phủ Hải Khẩu làm Cục trưởng Cục Thủy sản Hải Nam sau đó 2 năm và chuyển chức làm Sảnh trưởng Sảnh Ngư nghiệp và Hải dương Hải Nam từ tháng 3 năm 2000 khi khối các cơ quan được cải tổ giai đoạn này.
Tháng 3 năm 2002, Giang Trạch Lâm được Ủy ban Thường vụ Nhân Đại Hải Nam bổ nhiệm làm Phó Thị trưởng Chính phủ Nhân dân tỉnh Hải Nam, đến cuối năm 2005 thì được bầu vào Ban Thường vụ Tỉnh ủy Hải Nam. Sang tháng 1 năm 2006, ông được điều trở lại Tam Á, chỉ định làm Bí thư Thị ủy Tam Á và lãnh đạo vùng này trong 5 năm, đồng thời được Bộ Tổ chức Trung ương Đảng điều sang Hoa Kỳ để học tiến tu 2 khóa ở Đại học Harvard. Thời gian này, tháng 10 năm 2007, ông tham gia Đại hội Đảng Cộng sản Trung Quốc lần thứ XVII từ đoàn Hải Nam, được bầu làm Ủy viên dự khuyết Ủy ban Trung ương Đảng Cộng sản Trung Quốc khóa XVII. Tháng 1 năm 2011, ông được điều tới tỉnh Thiểm Tây, vào Ban Thường vụ Tỉnh ủy, được bổ nhiệm làm Phó Tỉnh trưởng, kiêm Bí thư Ủy ban Công tác Đảng, Chủ nhiệm Ủy ban Quản lý tân khu Tây Hàm. Cuối năm 2012, ông là Phó Bí thư Đảng tổ, Phó Thị trưởng thường vụ Thiểm Tây, tiếp tục quản lý Tây Hàm, kiêm Chủ nhiệm Ủy ban An toàn thực phẩm Thiểm Tây. Tháng 4 năm 2015, ông được điều về trung ương làm Thành viên Đảng tổ cơ quan Quốc vụ viện, nhậm chức Phó Tổng thư ký Quốc vụ viện, đồng thời kiêm nhiệm các chức vụ khác là Phó Tổ trưởng Tiểu tổ lãnh đạo Khai phát xóa đói giảm nghèo, Thành viên Tiểu tổ lãnh đạo Công tác nông thôn Trung ương, Phó Tổng chỉ huy Bộ Tổng chỉ huy Kiểm soát lũ lụt và chống hạn, đều của Quốc vụ viện. Tháng 1 năm 2018, Giang Trạch Lâm được điều về tỉnh Cát Lâm, nhậm chức Bí thư Đảng tổ Chính Hiệp tỉnh, sau đó vào ngày 26 tháng 1 thì được bầu làm Chủ tịch Ủy ban Cát Lâm Hội nghị Hiệp thương Chính trị Nhân dân Trung Quốc.